# Liste der politischen Parteien in Andorra
Dies ist eine Liste der politischen Parteien in Andorra.
Andorra besitzt ein Mehrparteiensystem. Die Parteienlandschaft hat sich seit der Verabschiedung der neuen Verfassung im Jahr 1993 dramatisch verändert. Zuvor gab es bei den Wahlen keine nationale Umschreibung, und die politischen Parteien beschränkten sich im Wesentlichen auf das Parochialprinzip.

## Aktuelle Parteien
| Partei                                    | Originalname                        |
| ----------------------------------------- | ----------------------------------- |
| Andorra für den Wechsel                   | Andorra pel Canvi                   |
| Demokraten für Andorra                    | Demòcrates per Andorra              |
| Liberale Partei von Andorra               | Partit Liberal d'Andorra            |
| Neue Mitte                                | Nou Centre                          |
| Lauredianische Union                      | Unió Laurediana                     |
| Demokratische Neuerung                    | Renovació Democràtica               |
| Grüne von Andorra                         | Els Verds d'Andorra                 |
| Parochiale Union von unabhängigen Gruppen | Grup d'Unió Parroquial Independents |
| Nationale Union des Fortschritts          | Unió Nacional de Progrés            |
| Sozialdemokratische Partei                | Partit Socialdemòcrata              |
| Sozialdemokratie und Fortschritt          | Socialdemocràcia i Progrés          |

## Ehemalige Parteien
- Demokratisches Zentrum Andorras (Centre Demòcrata Andorrà)
- 21. Jahrhundert (Segle 21)
- Demokratische Partei (Partit Demòcrata)
- Gruppe der Nationaldemokraten (Agrupament Nacional Democràtic)
- Parochiale Union von Ordino (Unió Parroquial d'Ordino)
- Reformistische Koalition (Coalició Reformista)
- Erneuerungspartei von Ordino (Partit Renovador d'Ordino)
- Union, gesunder Menschenverstand und Fortschritt (Unió, Seny i Progrés)
- Einheit und Erneuerung (Unitat i Renovació)